# Division de Nashik

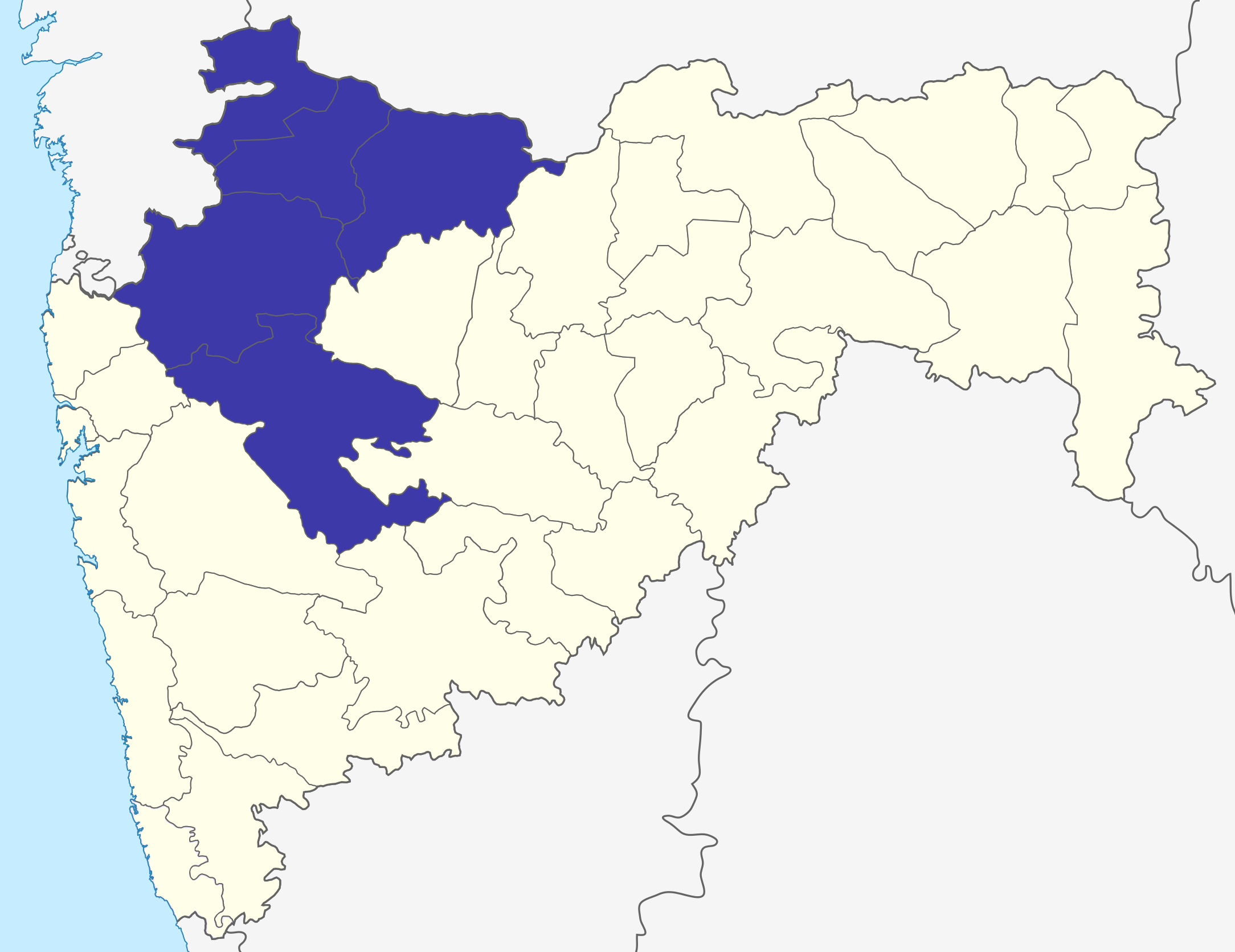
La division de Nashik dans le Maharashtra

La Division de Nashik (en Marathi जळगाव विभाग) est l'une des  divisions administratives de l'État indien du Maharashtra.

## Description
Elle est constituée des districts suivants:
| District              | Centre administratif | Superficie (km²) | Habitants (2001) | Densité (H/km²) |
| --------------------- | -------------------- | ---------------- | ---------------- | --------------- |
| District d'Ahmadnagar | Ahmednagar           | 17 413           | 4 088 000        | 235             |
| District de Dhule     | Dhule                | 8 063            | 1 707 947        | 212             |
| District de Jalgaon   | Jalgaon              | 11 765           | 3 679 936        | 313             |
| District de Nandurbar | Nandurbar            | 5 035            | 1 309 135        | 260             |
| District de Nashik    | Nashik               | 15 530           | 4 993 796        | 322             |